# Kronbein

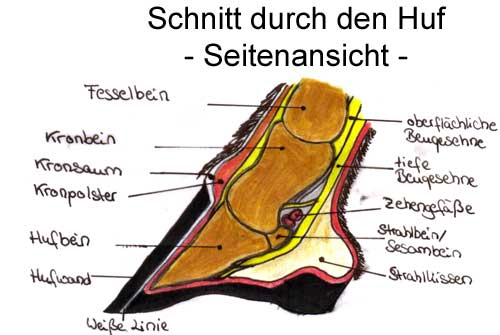
Schnitt durch einen Pferdehuf

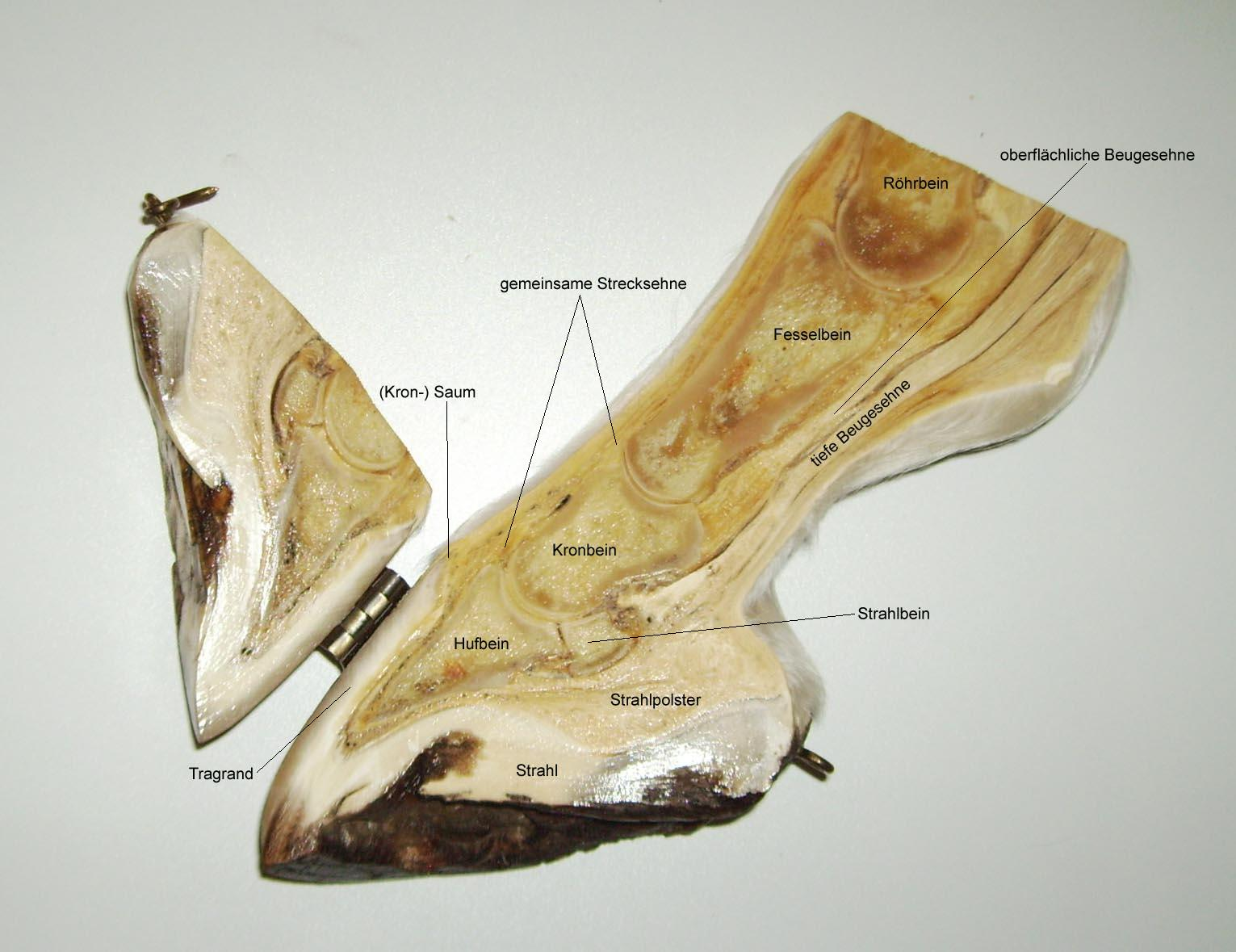
Der gefriergetrocknete Längsschnitt durch einen Huf zeigt die Strukturen obiger Zeichnung

Als Kronbein (Os coronale, Phalanx media) bezeichnet man den Knochen des mittleren Zehenabschnittes bei Huftieren, seltener auch bei anderen Tieren. Das Kronbein ist ein gedrungener rechteckiger Knochen.
Der obere Abschnitt (Basis phalangis mediae) trägt eine Gelenkfläche (Fovea articularis) zur gelenkigen Verbindung mit dem Fesselbein. Außerdem befindet sich bei Wiederkäuern auf der Zehenrückenseite der Streckfortsatz (Processus extensorius) zum Ansatz des Musculus extensor digitorum lateralis. Auf der Sohlen- oder Hinterseite (palmar/plantar) befindet sich die „Kronbeinlehne“ (Tuberositas flexoria) zum Ansatz der oberflächlichen Beugesehne.
Der Mittelabschnitt des Knochens wird als Kronbeinkörper (Corpus phalangis mediae) bezeichnet. Das untere Ende, der Kronbeinkopf (Caput phalangis mediae) trägt eine Gelenkfläche zur gelenkigen Verbindung mit dem Hufbein und dem Strahlbein.